# 張喜
張 喜（ちょう き、生没年不詳）は、後漢の人物。張嘉（ちょう か）とも。汝南郡細陽県の人。張耳の末裔で、後漢初期の名臣張充の六世の孫にあたる。曾祖父は光禄勲張酺（字は孟侯）。祖父は張蕃。父は張磐。兄は司空張済。赤壁の戦いののちに曹操が孫権に攻められた合肥の援軍に派遣した将軍の張喜（張憙）とは別人である。

## 略歴
張喜は当初、衛尉に任じられ、初平4年（193年）12月27日に趙温に代わって司空に任じられた。その後献帝と共に長安を出て許都にたどり着いた。
建安元年（196年）9月に張喜は太尉楊彪と同時に司空の座を退き、その後任の司空の座に曹操が就いた。